# 김현주 (가수)
현주(본명: 김현주, 1969년 11월 29일 ~ ) 은 대한민국의 가수이다.

## 데뷔
- 2015년 1집 앨범 [사랑합니다 / 하늘 땅만큼]

## 음반
- 2015년 1집 사랑합니다 / 하늘 땅만큼
- 2020년 2집 박력있게 말해